# Palanga

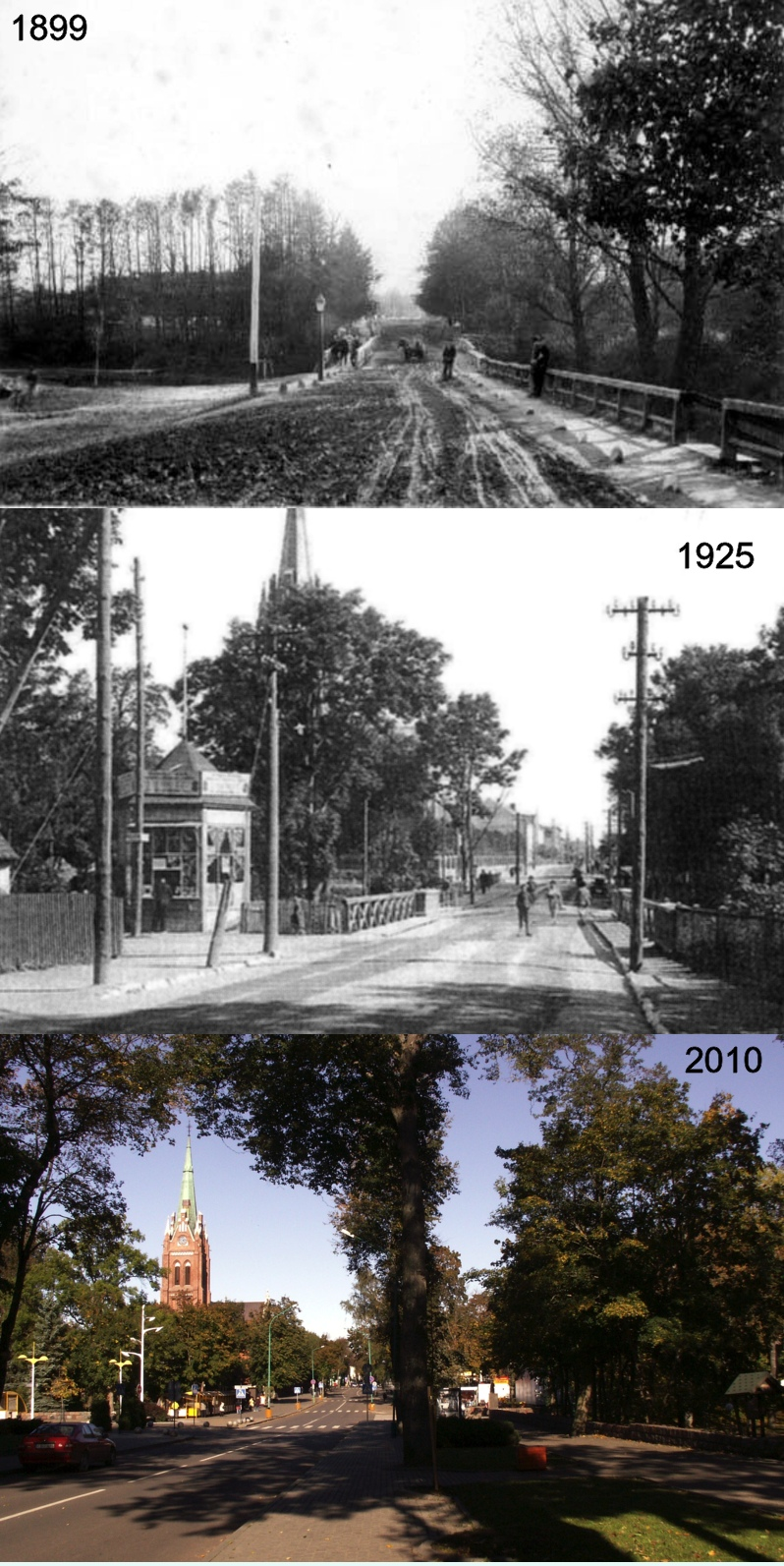
Liepojos-Vytauto-Str. (1899–1925–2010)

Palanga anhörenⓘ (altkurisch pa-langa: beim Sumpfloch; deutsch Polangen, polnisch Połąga) ist ein Seebad in der südkurischen Landschaft Megowe in Litauen an der Ostsee rund 20 km nördlich der Bezirkshauptstadt Klaipėda (dt. Memel) und etwa 300 km nordwestlich der litauischen Hauptstadt Vilnius. In nördlicher Richtung sind es weniger als 20 km bis zur lettischen Grenze. Palanga gehört neben der Kurischen Nehrung zu den Zentren des litauischen Fremdenverkehrs – mit Hotels, Campingplätzen und einer langen Strandpromenade mit Seebrücke. Palanga ist eine Stadt (litauisch miestas) und eine Stadtgemeinde (litauisch miesto savivaldybė). Die Stadtgemeinde umfasst auch den Ort Šventoji mit dem Hafen Šventoji, der einen gleichnamigen Amtsbezirk bildet.

## Geographie
Palanga liegt an der Ostsee rund 20 km nördlich von Klaipėda. Nördlich der Stadt mündet der kleine Fluss Šventoji in der Nähe der gleichnamigen Ortschaft in die Ostsee. Den südlichsten Teil von Palanga bildet Nemirseta, bis 1918 der nördlichste Ort im deutschen Ostpreußen und Grenzstadt zum russischen Litauen. Nördlichster Teil der Stadtgemeinde ist Būtingė.

## Geschichte
Der Ort kam 1253 zum Deutschen Orden. Im Frieden von Brest 1435 fiel das Gebiet an Litauen, und Palanga wurde Zentrum einer Starostei.
Über Jahrhunderte bot Palanga den einzigen litauischen Zugang zur Ostsee. Der Hafen wurde im heutigen Gemeindeteil Šventoji angelegt. Die Schweden siegten im Großen Nordischen Krieg 1705 in einem Gefecht bei Palanga über die Russen und nahmen die Stadt ein.
Infolge der 3. polnischen Teilung 1795 kam Palanga zu Russland und 1819 innerhalb des russischen Reiches zum Gouvernement Kurland. Beim polnischen Novemberaufstand 1831 wurde der Ort teilweise niedergebrannt.
1827 wurde die Apotheke Palanga errichtet und 1886 ein Progymnasium mit der Unterrichtssprache Russisch eröffnet. 1913 wurde es zum Gymnasium. Nach dem Brand wurde 1961 ein neues Schulgebäude  gebaut. Ab 1977 gab es hier die 1. Sekundarschule Palanga mit Abitur.
Im Jahr 1905 brannten über fünfzig Häuser bei einer Feuersbrunst nieder.  1907 baute Graf Feliksas Tiškevičius   neben dem Kurhaus das Sommertheater, das 600 Zuschauer aufnehmen konnte. Leider brannte das Gebäude ein Jahr später ab. 1939  entwarf Architekt Vadimas Lvov  die Sommerbühne am selben Ort.
Nach der Entstehung der baltischen Staaten 1918 gehörte Palanga zunächst zu Lettland und fiel am 30. März 1921 im Zuge eines Grenzausgleichs an Litauen, damit dieses einen Zugang zur Ostsee erhielt. Seitdem gehört Palanga zu Litauen, das von 1940 bis 1991 von der Sowjetunion annektiert war, unterbrochen durch die deutsche Besatzung im Zweiten Weltkrieg von 1941 bis 1944.
Der im südlichen Stadtgebiet gelegene Ortsteil Nemirseta (deutsch: Nimmersatt) gehörte bis 1919 zur preußischen Provinz Ostpreußen und war bis dahin als selbstständige Gemeinde der nördlichste Ort des Deutschen Reiches.
2013 war Palanga Kulturhauptstadt Litauens.
2015 wurde der 5000 m² große Konzertsaal Palanga mit einem Amphitheater mit 2200 Sitzplätzen gebaut. Die Zuschauerplätze wurden um die Bühne herum angeordnet.
Im Frühjahr 2019 wurde ein Bad  gebaut und eröffnet. Das Schwimmbad Palanga verfügt über 8 Bahnen, ein Wellnesscenter und eine öffentliche Sauna. 
Für 2024 ist neben dem Hauptkonzertsaal von Palanga die Erbauung eines kleineren Saales (Haus der Musik und Kunst) geplant.

## Bevölkerung
1959 hatte Palanga 5.685, 2001 17.623 und 2011 etwa 15.732 Einwohner, davon 94,32 % Litauer (14.839),  2,75 % Russen (433),  0,97 % Letten (152),  0,61 % Ukrainer (96),  0,25 % Weißrussen (39) und 0,21 % Polen (33). Die evangelisch-lutherische Bevölkerung von Palanga, meistens kurische Fischer, sprachen ursprünglich die dem Lettischen nahestehende Sprachform Neukurisch, heute dagegen Litauisch.

## Verwaltungsgliederung und Justiz
Die Vertretung der Gemeinde ist der Stadtrat Palanga (Palangos miesto savivaldybės taryba). Die ausführende Gewalt wird von der Verwaltung der Stadtgemeinde Palanga (Palangos savivaldybės administracija) ausgeübt. Der Amtsbezirk Šventoji umfasst den Kurort Šventoji und den Ort Būtingė, die Stadt Palanga wird direkt von der Stadtgemeinde verwaltet. Palanga gehört zum Bezirk Klaipėda.
Das Stadtkreisgericht Palanga ist die unterste Instanz der Rechtsprechung in Palanga. Die nächsthöhere Instanz ist das Bezirksgericht Klaipėda.

## Kultur und Sehenswürdigkeiten
Bauwerke

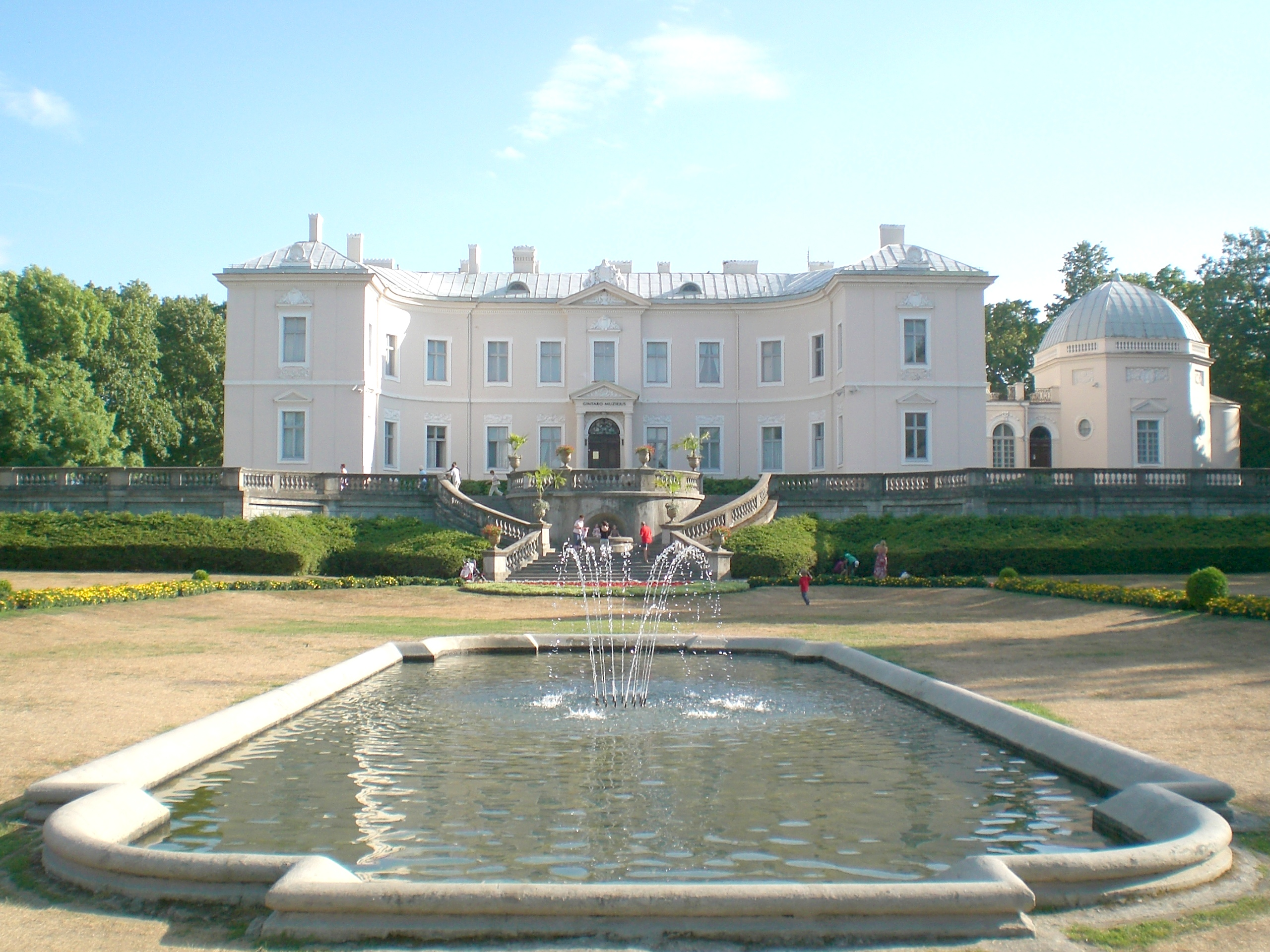
Palais Tyszkiewicz, Bernsteinmuseum

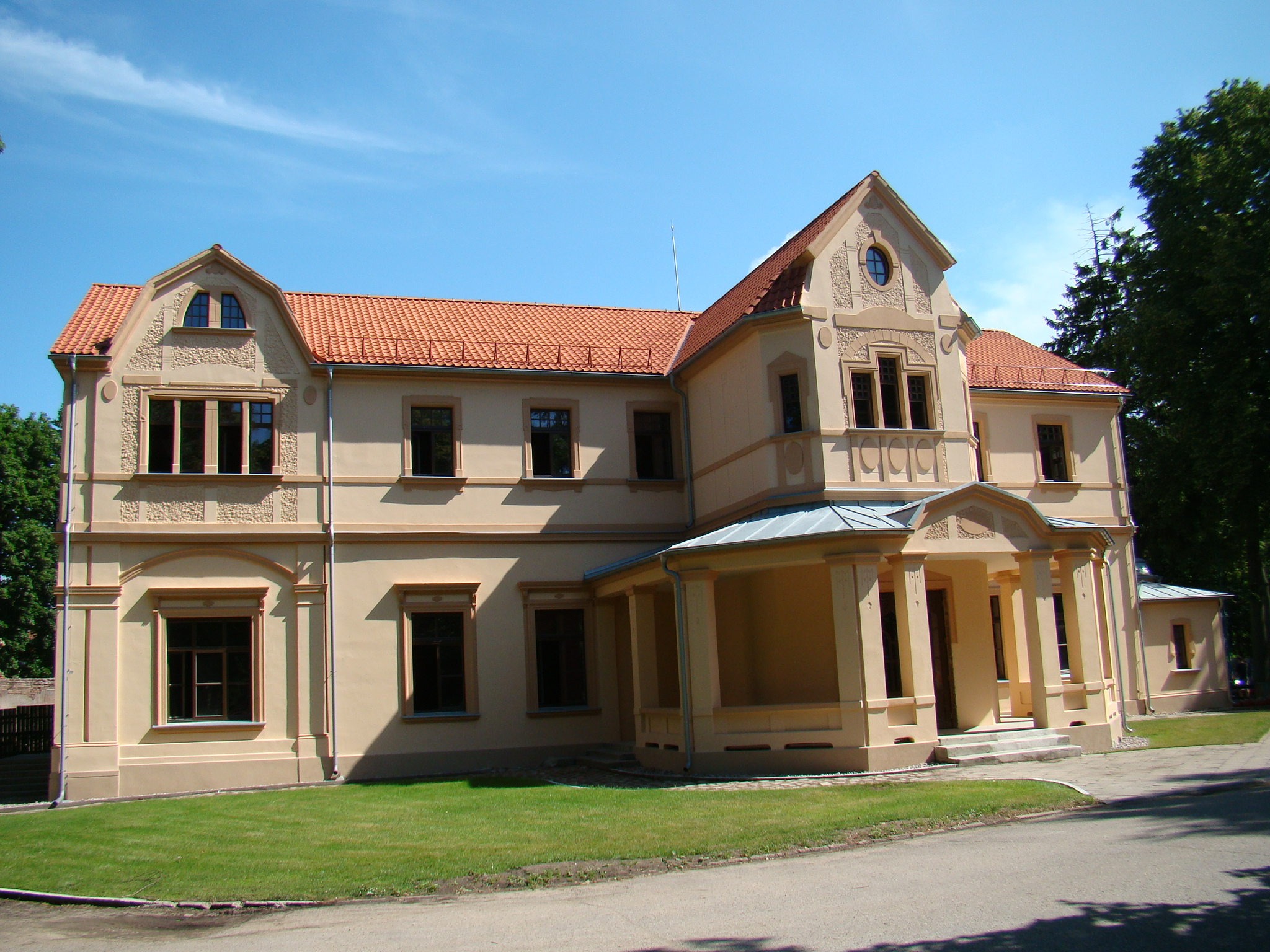
Kurhaus Palanga

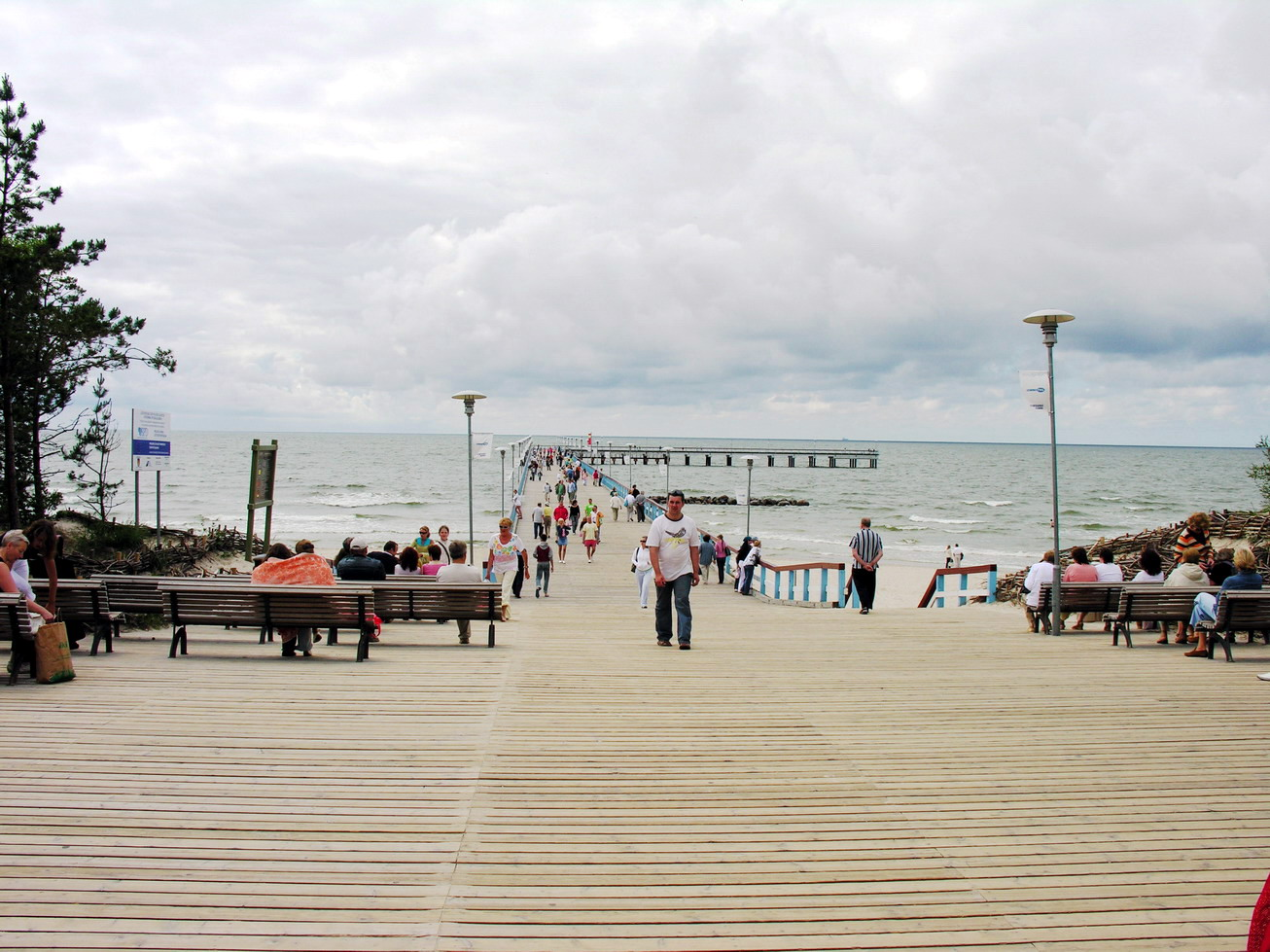
Seebrücke Palanga

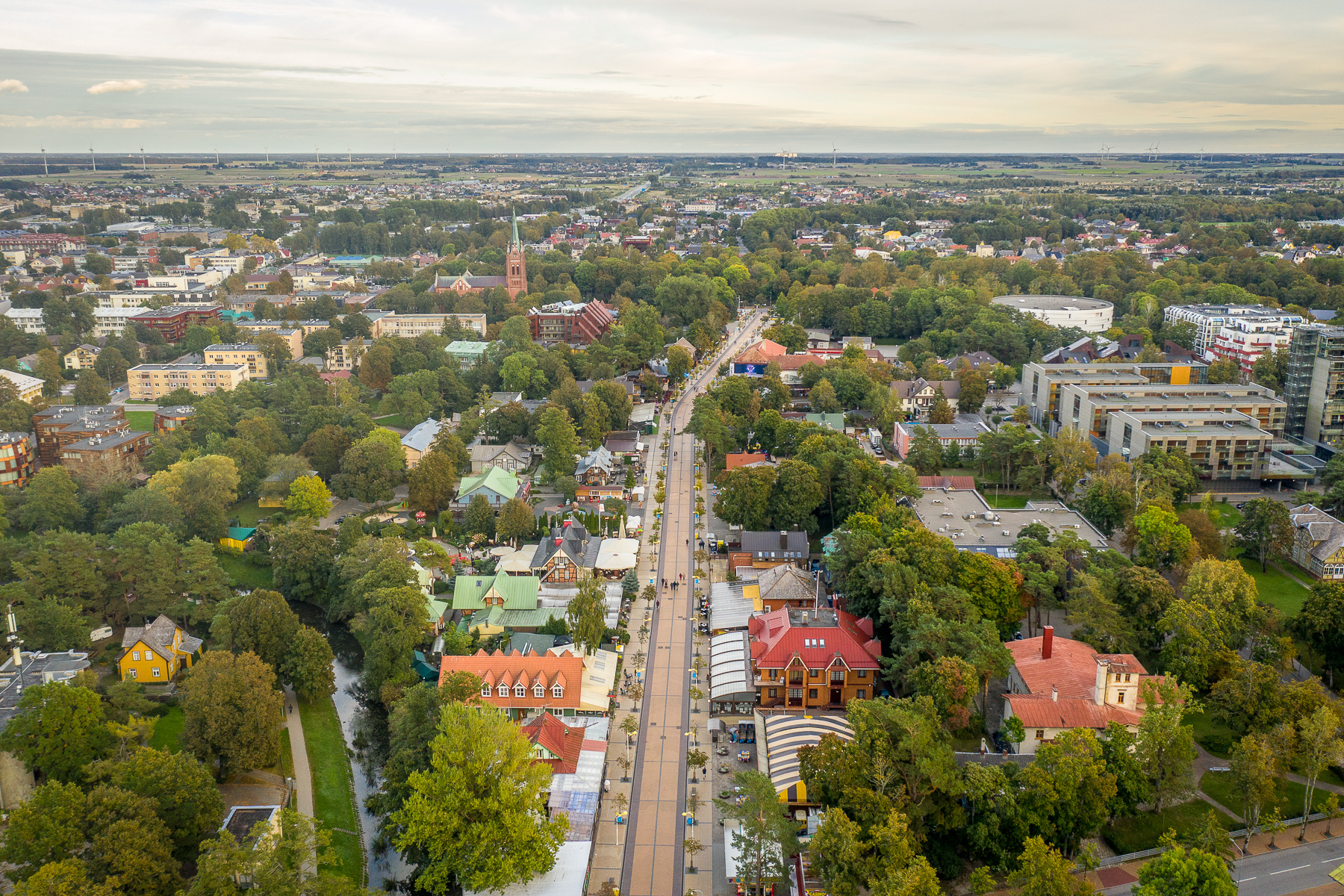

- In dem im Jahre 1897 nach einem Entwurf des Berliner Architekten Franz Schwechten im neoklassizistischen Stil erbauten, ehemaligen Palais des Grafen Feliks Tyszkiewicz ist seit 1963 das Bernsteinmuseum untergebracht, das von einem ab 1897 von dem französischen Gärtner Édouard François André und seinem Sohn gestalteten Park, dem heutigen Botanischen Garten, umgeben ist. Dort befindet sich auch die nach der Großfürstin Birutė benannte achteckige Kapelle (lit. Birutės kalno koplyčia) auf dem 22 Meter hohen Birutė-Hügel (Birutės kalnas), die 1869 erbaut wurde.
- Die katholische Sankt-Marien-Kirche wurde von 1897 bis 1906 nach einem Entwurf des schwedischen Architekten Karl Eduard Strandmann (1867–1946) als neugotischer Backsteinbau mit einem 76 Meter hohen Turm errichtet.
- Das 1877 erbaute und 1905 sowie 1909 bis 1914 erweiterte Kurhaus Palanga wurde nach einem Brand 2012 im Jahre 2013 restauriert.
- Die 1997 errichtete und 470 Meter lange Seebrücke Palanga ermöglicht den Anschluss der Stadt an den Schiffsverkehr.
- Im 2013 bis 2015 neuerbauten Konzertsaal Palanga finden Konzerte und andere kulturelle Veranstaltungen statt.
- Observatorium Palanga

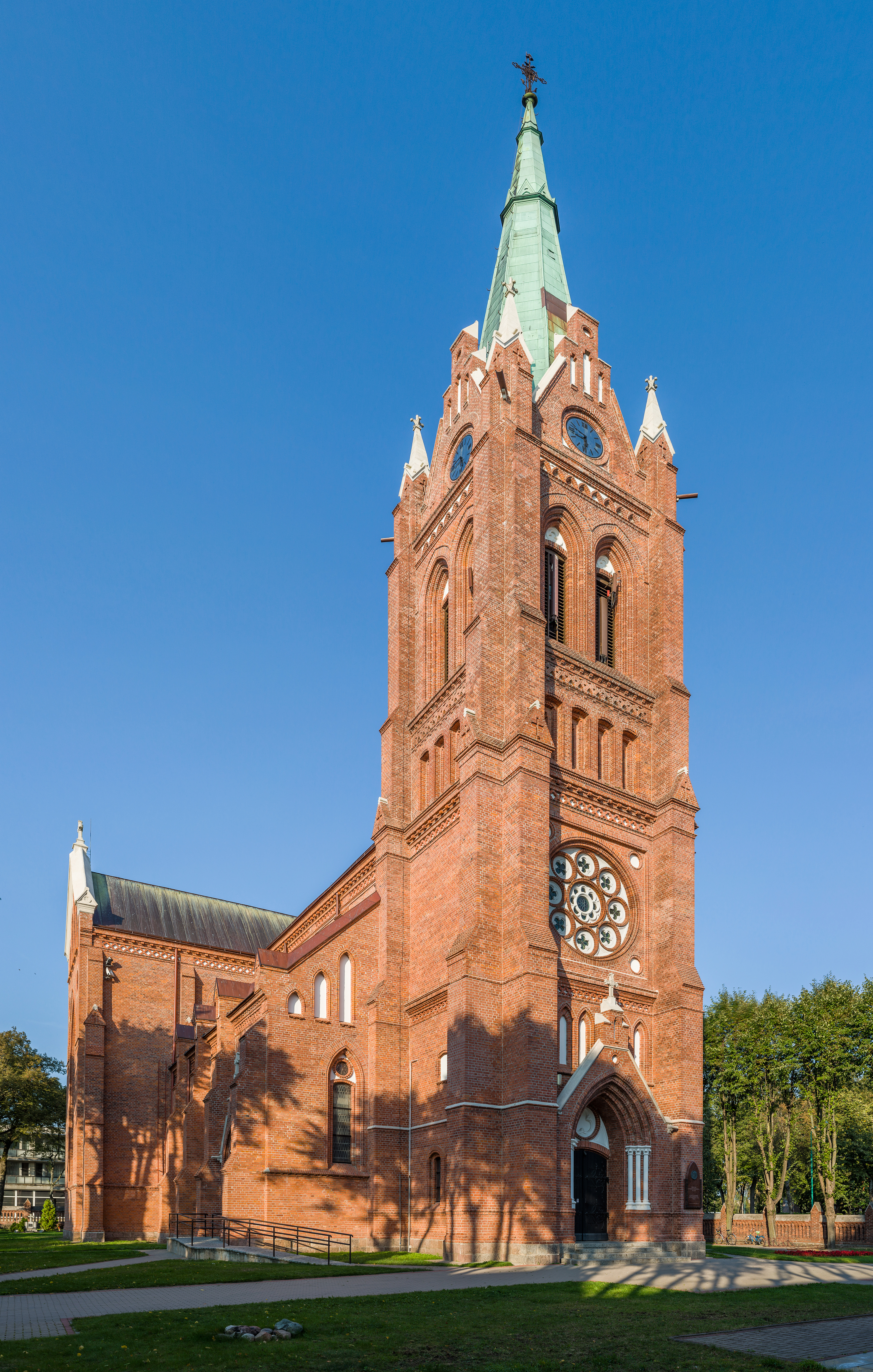
St.-Marien-Kirche
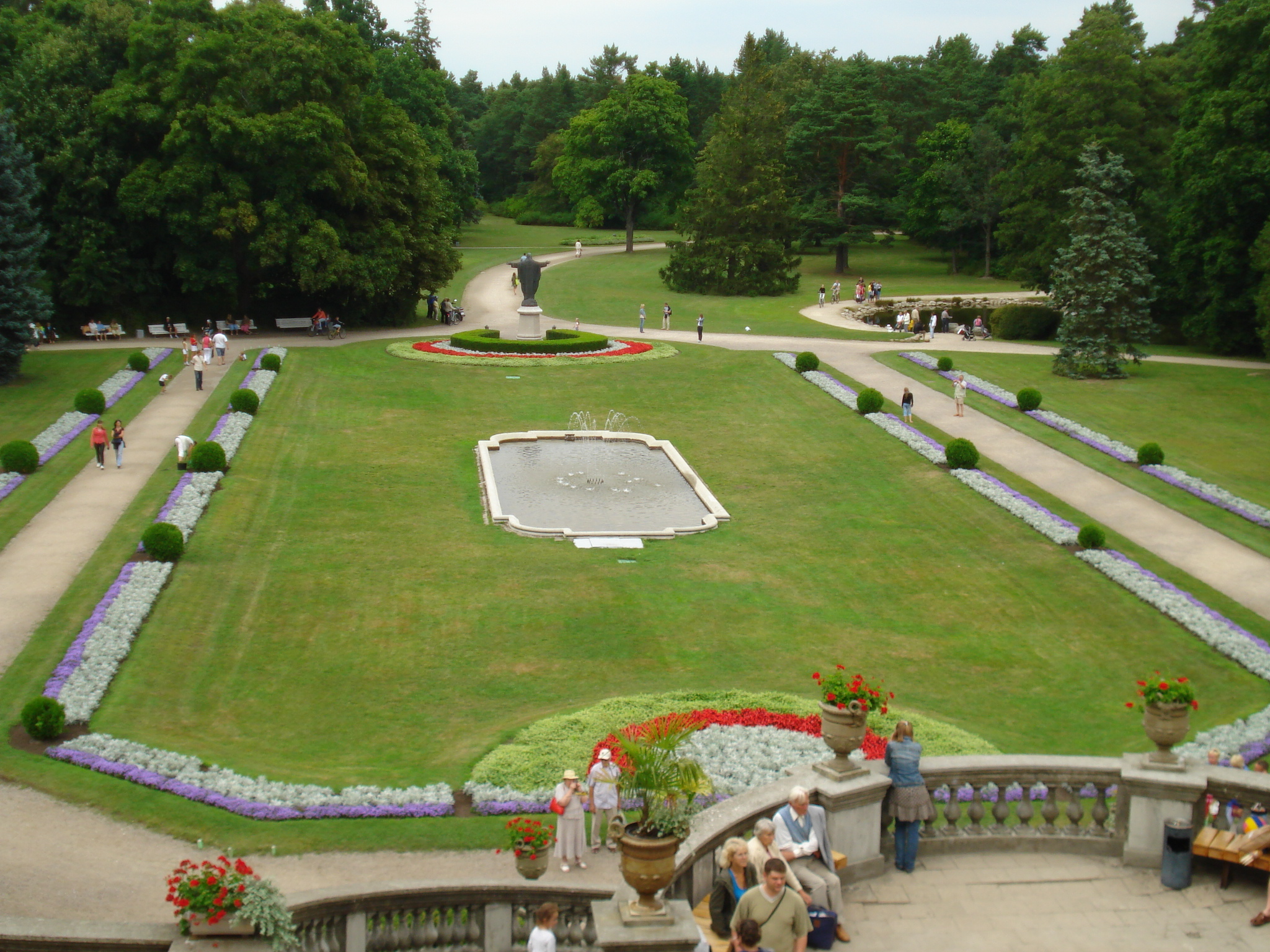
Botanischer Garten
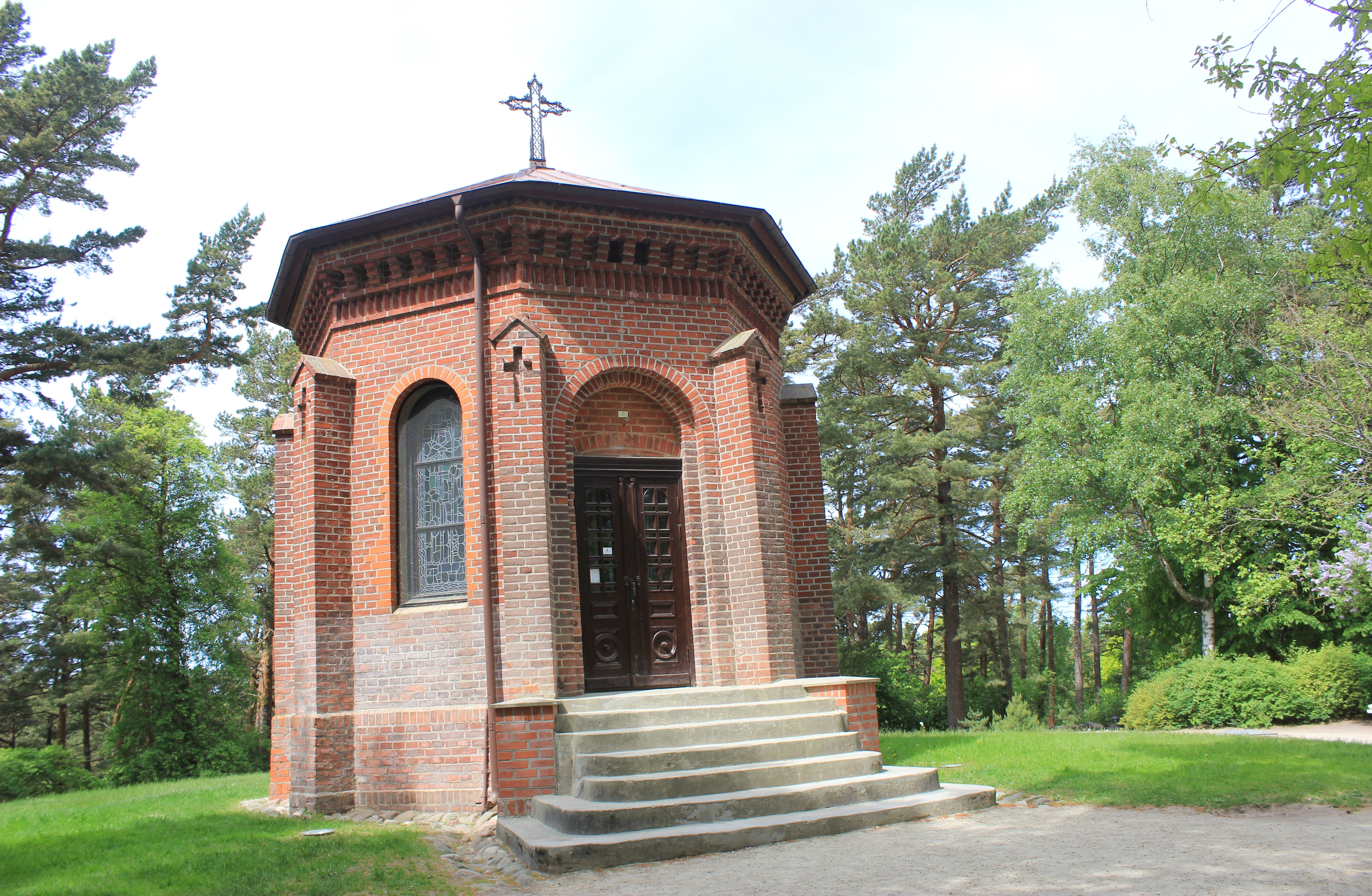
Birutė-Hügel-Kapelle

Sport
- Seit dem Jahr 2000 wird vor der Stadt, auf der Kreuzung der Fernstraßen A13 und A11 das 1000-km-Rennen von Palanga, eine Motorsportveranstaltung, ausgetragen.

## Verkehr und Wirtschaft
- Palanga liegt an der Europastraße 272, die vom benachbarten Klaipėda nach Vilnius führt.
- Vom Flughafen bestehen Verbindungen nach Dortmund, Kopenhagen, Stockholm, Oslo, Malmö etc.
- Von der nahegelegenen Stadt Klaipėda, ehemals Memel, gibt es eine Fährlinie nach Kiel (DFDS).
- In Būtingė wird ein Ölverladeterminal betrieben.

## Partnerstädte
| - Dänemark: Frederiksberg - Lettland: Jūrmala - Lettland: Liepāja | - Polen: Łódź - Polen: Ustka - Estland: Pärnu | - Schweden: Simrishamn - Deutschland: Bergen auf Rügen - Ungarn: Hajdúszoboszló | - Ukraine: Butscha seit 2015 |

Seit 2016 bestehen freundschaftliche Beziehungen mit der Stadt Oldenburg in Holstein,  Deutschland.

## Personen
- Boris Brutzkus (1874–1938), russischer Ökonom
- Jonas Žemaitis-Vytautas (1909–1954), Oberbefehlshaber der Streitkräfte des litauischen Widerstandes
- Jonas Laimonas Tapinas (1944–2022), Autor, Historiker und Journalist
- Arūnas Bėkšta (* 1955), Restaurator und Politiker
- Raimundas Palaitis (* 1957), Politiker
- Mindaugas Skritulskas (* 1975), Politiker, Seimas-Mitglied, ehemaliger Vizebürgermeister der Gemeinde Palanga

## Palanga als Namensgeber
(166229) Palanga, ein Asteroid des inneren Hauptgürtels, wurde 2002 von dem litauischen Astronomen Kazimieras Černis entdeckt und 2009 nach Palanga benannt.